# Rigadin et la Petite Moulinet
Pour plus de détails, voir Fiche technique et Distribution.
Rigadin et la Petite Moulinet est un film muet français réalisé par Georges Monca, sorti en 1913.

## Fiche technique
- Titre : Rigadin et la Petite Moulinet
- Réalisation : Georges Monca
- Scénario : Gabriel Timmory
- Photographie :
- Montage :
- Société de production : Pathé Frères
- Société de distribution : Pathé Frères
- Pays d'origine :  France
- Langue : film muet avec les intertitres en français
- Métrage : 200 mètres
- Format : Noir et blanc — 35 mm — 1,33:1 — Muet
- Genre :  Comédie
- Durée : 6 minutes et 40 secondes
- Dates de sortie : 
  - France : 28 février 1913

## Distribution
- Charles Prince